# Плонский уезд
Плонский уезд — административная единица в составе Варшавской губернии Российской империи, существовавшая c 1837 года по 1919 год. Административный центр — город Плонск.

## История
Уезд образован в 1837 году в составе Плоцкой губернии. В 1893 году уезд присоединен к Варшавской губернии. В 1919 году преобразован в Плоньский повят Варшавского воеводства Польши.

## Население
По переписи 1897 года население уезда составляло 91 360 человек, в том числе в городе Плонск — 7900 жит., в безуездном городе Закрочим — 4518 жителей.

### Национальный состав
Национальный состав по переписи 1897 года:
- поляки — 67 691 чел. (74,1 %),
- евреи — 10 143 чел. (11,1 %),
- русские — 7614 чел. (8,3 %),
- немцы — 3065 чел. (3,4 %),
- украинцы (малороссы) — 1562 чел. (1,7 %),

## Административное деление
В 1913 году в состав уезда входило 13 гмин: 
| - Блендувко — с. Блендувко, - Войты-Замосце — г. Плонск, - Выходц — д. Хоцишево, - Залуски — с. Залуски, - Модзеле — пос. Нове-Място, - Нарушево — с. Нарушево, - Помехово — д. Помехувск, | - Сарбево — с. Сарбево, - Сарново — с. Дзержонзна, - Селец — пос. Червинск, - Сохоцин — пос. Сохоцин, - Строженцин — с. Гралево, - Шумлин — с. Йонец. |